# Bệnh nấm Candida
Bệnh nấm Candida là một bệnh nhiễm nấm do bất kỳ loại nấm men Candida nào. Khi nó ảnh hưởng đến miệng, nó thường được gọi là thrush. Những dấu hiệu và triệu chứng bao gồm những đốm trắng trên lưỡi hoặc các khu vực khác của miệng và cổ họng. Các triệu chứng có thể, bao gồm đau nhức và khó nuốt. Khi nó ảnh hưởng đến âm đạo, nó thường được gọi là một bệnh nhiễm nấm (yeast infection). Những dấu hiệu và triệu chứng bao gồm ngứa bộ phận sinh dục, rát, và đôi khi có chất dịch trắng giống "pho mát" chảy ra từ âm đạo. Dương vật có thể bị ảnh hưởng, kết quả là cảm giác ngứa. Rất hiếm khi sự nhiễm trùng có thể trở thành xâm hại lan rộng khắp cơ thể, tạo ra sốt cùng với các triệu chứng khác tùy thuộc vào các bộ phận nào của cơ thể bị ảnh hưởng.
Hơn 20 loại nấm Candida có thể gây nhiễm trùng với Candida albicans là loại nấm phổ biến nhất. Nhiễm trùng đường miệng là phổ biến nhất với trẻ sơ sinh ít hơn một tháng tuổi, người già, và với những người bị suy giảm hệ thống miễn dịch. Điều kiện dẫn đến suy giảm hệ thống miễn dịch bao gồm HIV/AIDS, các loại thuốc sử dụng sau khi cấy ghép nội tạng, tiểu đường, và sử dụng corticosteroid. Các rủi ro khác bao gồm việc sử dụng răng giả và sau khi dùng kháng sinh trị liệu. Nhiễm trùng âm đạo xảy ra thường xuyên trong khi mang thai, với những người có hệ thống miễn dịch yếu, và sau khi sử dụng thuốc kháng sinh. Nguy cơ để bệnh này lây lan rộng rãi bao gồm việc chữa trị trong một phòng chăm sóc chuyên biệt, sau phẫu thuật, trẻ sơ sinh sinh thiếu cân, và với những người có hệ thống miễn dịch bị suy yếu.
Nỗ lực ngăn chặn nhiễm trùng đường miệng, bao gồm việc sử dụng chlorhexidine để rửa miệng với những người có khả năng miễn dịch thấp và rửa miệng nhổ ra ngoài sau khi sử dụng steroid bằng cách hít. Có ít bằng chứng cho thấy hiệu quả trong việc dùng probiotic để phòng ngừa hoặc điều trị ngay cả với những người thường xuyên bị nhiễm trùng âm đạo. Đối với nhiễm trùng đường miệng, điều trị với clotrimazole tại chỗ hay nystatin thường tỏ ra hiệu quả. Uống qua đường miệng hoặc tiêm tĩnh mạch các thuốc fluconazole, itraconazole, hoặc amphotericin B là phương pháp điều trị nếu các phương pháp trên không hiệu quả. Một số thuốc bôi kháng nấm như clotrimazole có thể được sử dụng cho nhiễm trùng âm đạo. Đối với những người bệnh bị nấm lây lan rộng một thuốc họ echinocandin như caspofungin hoặc micafungin được sử dụng. Có thể sử dụng tiêm ven thuốc Amphotericin B trong vòng vài tuần để thay thế cho các thuốc trên. Đối với nhóm người có nguy cơ cao nhiễm nấm, thuốc chống nấm có thể được sử dụng trước khi có bệnh để phòng tránh.
Nhiễm nấm đường miệng xảy ra với khoảng 6% trẻ sơ sinh ít hơn một tháng tuổi. Khoảng 20% những người đang trải qua hóa trị liệu ung thư và 20% của những người mắc AIDS cũng phát bệnh này. Khoảng ba phần tư phụ nữ có ít nhất một lần nhiễm nấm trong cả đời. Hiếm khi bệnh này lây lan rộng rãi ngoại trừ với những người có nguy cơ cao.